# Edward Johnson (militaire)
Pour les articles homonymes, voir Edward Johnson (homonymie), Général Johnson et Johnson.
Edward « Allegheny » Johnson, né le 16 avril 1816 à Midlothian et mort le 2 mars 1873  à Richmond, est un officier de carrière de l'armée des États-Unis et officier de l'armée des États confédérés pendant la guerre de Sécession.

## Avant la guerre
Edward Johnson sort diplômé de West Point en 1854

## Guerre de Sécession
Bien considéré par Robert Lee, il est nommé commandant de division sous Richard Stoddert Ewell. Le premier soir de la bataille de Gettysburg (1er juillet 1863), Ewell rate l'occasion d'attaquer « Cemetery Hill » et Johnson choisi également de ne pas attaquer la « Culp's Hill (en) » pour laquelle il a une ordonnance discrétionnaire. Johnson attaque les deuxième et troisième jours de la bataille, trop tardivement. Ewell et Johnson sont alors accusés d'avoir manquer l'occasion et donc d'avoir participé à la perte de cette bataille décisive.
Le 12 mai 1864 au cours de la bataille de Spotsylvania Court House, la division nordiste du major-général Birney, en première ligne avec celle de Barlow, profite de l'obscurité et du brouillard pour s'approcher silencieusement des ouvrages confédérés. Lancée dans une charge à la baïonnette rapide et surprenante, elle perce les lignes sudistes, entraînant la capture d'une division entière, y compris le major-général  Edward Johnson et le brigadier-général G. H. Steuart. 

## Postérité
Il est enterré au Hollywood Cemetery.